# Петро Аркудій
Петро Аркудій (лат. Petrus Arcudius, грец. Πέτρος Αρκούδιος, пол. Piotr Arkudiusz) — римо-католицький богослов, місіонер та письменник-полеміст грецького походження, що спричинивсь до заснування й утвердження юної Київської унійної митрополії.

## Життєпис
Народився 1562 або 1563 року в місті Коркіра, що на грецькому острові Корфу, хоча сама його родина походила з невеличкого острівця Аркудіон в Іонічному морі (звідси, вочевидь, і прізвище). Батька звали Теодором, а старший брат Крізо служив каноніком та скарбником тамтешнього латинського собору.
У 1578 році юнак поступив до грецького колегіуму святого Афанасія в Римі, мабуть, не без протегування архієпископа Корфу Антоніо Кауко. Там опановував грецьке й латинське письмо, вільні мистецтва, філософію і теологію. 10 серпня 1580 р. склав символ віри, а до травня 1588 прийняв дияконські свячення. Успішно здав публічні диспути (один з філософії та два з теології) та став першим випускником колегіуму, який здобув науковий ступінь доктора (24 січня 1591). Для публічних лекцій йому були надані теми: по філософії — визначення природи за Фізикою Арістотеля, а по теології — пп. 2 й 4 36-го питання першої частини «Суми» Фоми Аквінського.
У грудні 1590 р. до папи Григорія XIV звернувся луцький латинський біскуп Бернард Мацейовський з проханням надіслати в його дієцезію священника, який би знався й на православнім обряді. Понтифік після консультацій із кардиналом Джуліо Санторі, фахівцем щодо східних церков, обрав саме П. Аркудія. В березні — квітні 1591 грек прибув до Речі Посполитої, заходившись пропагувати ідею церковної унії, а заразом поборювати протестантські віяння. Вочевидь, він стрічався, зокрема, із єпископом К. Терлецьким, — чи не головним ініціатором з'єдинення Київської митрополії з Святим престолом.
Аркудій переконував, що між західною та східною церквами немає серйозних догматичних розбіжностей, а їх злуки не несе загрози для візантійської обрядності, в знак чого показово служив грецьку літургію в католицьких храмах Волині та Львова. Були налагоджені плідні контакти з сенатором Іпатієм Потієм й митрополитом Михайлом Рагозою, останнього богослов представляв у римських колах «неначе патріарха» русинів. Зате богословські бесіди з кн. Костянтином Василем Острозьким мети не досягли, що сам Аркудій пояснював нібито засиллям кальвіністів при його дворі.
Труднощі з кліматом, мовний бар'єр (спілкуватись доводилось або через перекладача, або латиною) й смуток за вітчизною зрештою спонукали Петра Аркудія воротитись у вересні 1594 р. до Риму. Тут він клопотав курію про дозвіл проповідувати унію на грецьких островах, підвладних Венеції, але натомість був приділений до колегіальної церкви св. Атанасія. Після видання папської булли Климента VIII про об'єднання Київської митрополії з католицькою церквою Аркудій разом із Потієм і Терлецьким виїхав в Україну. Помічником богослова відрядили одноплемінника з Криту Джорджо (Юрія) Москетті (італ. Giorgio Moschetti), на саму ж дорогу було виділено 500 золотих скудо.
Петро Аркудій став секретарем і дорадником Іпатія Потія. Брав участь у підготовці та проведенні церковного собору в Бересті 1596 року, про що досить детально описував у листах генералу єзуїтів Клаудіо Аквавіві. Короткочасно викладав у Берестейській школі. В 1597 виступив перекладачем на судовому процесі у справі екзарха константинопольського патріарха Никифора Парасхес Кантакузина; згодом Аркудій стверджував, що той начебто заслаб у своїй прихильності до православ'я й був готовий зайнятись викладацькою діяльністю у вищеназваній школі під його орудою.
На клопотання Потія Сигізмунд III відзначив заслуги богослова, надавши йому у довічне володіння село Торокань, відібране од жидичинської архімандритії. Відповідний привілей датований 23 серпням 1599. Через це виник гострий і довготривалий спір з настоятелем обителі Гедеоном Балабаном, який, власне, й офірував даний фільварок на користь монастиря, а тому волю короля розцінив як порушення намірів жертводавця.
В 1600—1601 рр. Аркудій входив до складу посольства Речі Посполитої, очолюваного Львом Сапегою, до Московського царства. На переговорах були порушені питання, зокрема, стосовно більш тісного союзу між обома державами й можливості укладення церковної унії, для чого до польсько-литовської делегації залучили кількох духовних осіб. Поза тим, кардинал Чінціо Альдобрандіні доручив Петру відшукати у бібліотеках Кремля грецькі церковні книги та древні рукописи, що їх буцім передав на зберігання останній візантійський імператор. Розпити придворних росіян і греків скутку не дали: притиснуті, вони заявили, що жодної візантійської бібліотеки тут ніколи не було, — доносив П. Аркудій у листі від 16 березня 1601, ловлячи дрижаки в таборі під Можайськом.
По воротті до Вільні Аркудій спричинився до заснування при монастирі св. Трійці греко-католицької семінарії, ставши її професором. Через брак коштів із-за війни попервах там вчилось лиш 12 студентів (серед них Йосафат Кунцевич і його близький приятель Геннадій Хмельницький), а сам заклад розміщувався у дерев'яній будівлі. 
Грек долучився й до релігійної полеміки з православними, пособляв Іпатію Потію у написанні «Антиризису», скерованого проти твору Христофора Філарета «Апокрисис». 1601 р. був назначений архімандритом Лавришівського монастиря (4 травня) й пінським протопопом, а 3 березня 1603 — архімандритом кобринським. За дорученням Потія брав участь у роботі краківського сейму в січні 1603. Апостольський нунцій Клаудіо Рангоні пропонував зробити П. Аркудія турово-пінським єпископом, але Сигізмунд III відмовився з огляду на його іноземне походження й слабке володіння руською мовою.
В жовтні 1603 року Аркудій подався до Риму, аби роздобути фінанси для віленської семінарії та прозвітувати про стан унії. Вернувся в Річ Посполиту улітку 1605, і тоді ж проявив зацікавлення до особи російського царя-самозванця Лжедмитрія I. У ньому він вбачав фігуру, сприятливу для навернення московитян до римського послушенства, сподіваючись, що задум вдасться воплотити ліпше, ніж у випадку з русинами, надто коли не буде примусу до зміни обрядів. Щодо цієї справи місіонер завів розмови з кардиналом Мацейовським, сандомирським воєводою Єжи Мнішком і віленським біскупом Бенедиктом Войною. Послання останнього до папи Павла V він впридобив натхненним коментарем. Утім, скоре падіння Лжедмитрія унеможливило втілення задуму.  
Сліди вченого корцирянина на Русі втрачаються після 1511. 16 червня 1512 Іпатій Потій віддає Лавришівський монастир, як вакантний, «на выхованье» Йосифу Велямину Рутському.
Аркудій перебрався в Італію, тепло зустрітий й прийнятий в оточення папського небожа, кардинала Сципіоне Боргезе. Він працював цензором книг, при Ватиканській бібліотеці, викладачем колегії св. Атанасія. Брав участь у діяльності новоутвореної конгрегації пропаганди віри. І після переходу на латинський обряд не поривав зв'язків з уніатами українсько-білоруських земель: збереглась його кореспонденція з київським митрополитом Вельямином-Рутським. Прикметний лист Аркудія до вищеназваної конгрегації від 7 серпня 1626, де той обґрунтовує, що літургійне чинопослідування греко-католиків не суперечить католицьким догматам і цілком узгоджується з літургіями Іоана Золотоустого та Василія Великого.  
В 1627 р. Аркудія, що якось прогулювався вузькою римською вулицею, збив кінний візок, навантажений вином. Реабілітація зайняла близько трьох місяців, але змогу ходити він втратив назавжди. Помер у 1633, за дещо непевними звістками тіло було поховане в колегіумі святого Атанасія.

### Літературний доробок
Його спадщині належить низка релігійних трактатів:
- Bessarionis Cardinalis Archiepiscopi Nicaeni Opusculum de processione Spiritus S. ad Alexium Lascarim Philantropinum, Cracoviae 1602;
- Ioannis Becci Constantinopolitani Patriarchae Inscriptiones, in sententias sanctorum Patrum, quas de processione Spiritus Sancti collegit, Cracoviae 1603;
- Libri VII de concordia Ecclesiae Occidentalis et Orientalis in septem sacramentorum administratione. Parisiis, 1619 («Книг 7 про згоду церков Західної та Східної у відправленні семи таїнств»);
- Opuscola aurea theologica quorundam clariss. virorum posteriorum Graecorum… circa processionem Spiritus Sancti, Romae, 1630;
- Utrum detur purgatorium et an illud sit per ignem, Romae, 1630;
- De purgatorio igne adversus Barlaam, Romae, 1637;
- Menologium Graecorum jussu Basilii junioris Imp. Constantinopolitani ante annum sal. DCCCCLXXXIV conscriptum.

З-під його руки також вийшли праці «Historia de Ruthenorum cum Romana Sede unione» («Історія про унію русинів з римською столицею») й «Summa doctrinae christianae» («Сума християнського віровчення»), наразі утрачені. Всі вони витримані у схоластичному дусі, прозраджуючи притаманну авторові ерудицію, талант і пристрасність, подеколи фанатичну.